# 埃瓦尔德·瓦尔希
埃瓦尔德·瓦尔希（德語：Ewald Walch，1940年8月18日—），奥地利男子雪橇运动员。他曾代表奥地利参加1968年和1972年冬季奥林匹克运动会雪橇比赛，其中1968年冬季奥运会获得一枚银牌。